# Copa Ciudad de La Serena 2009

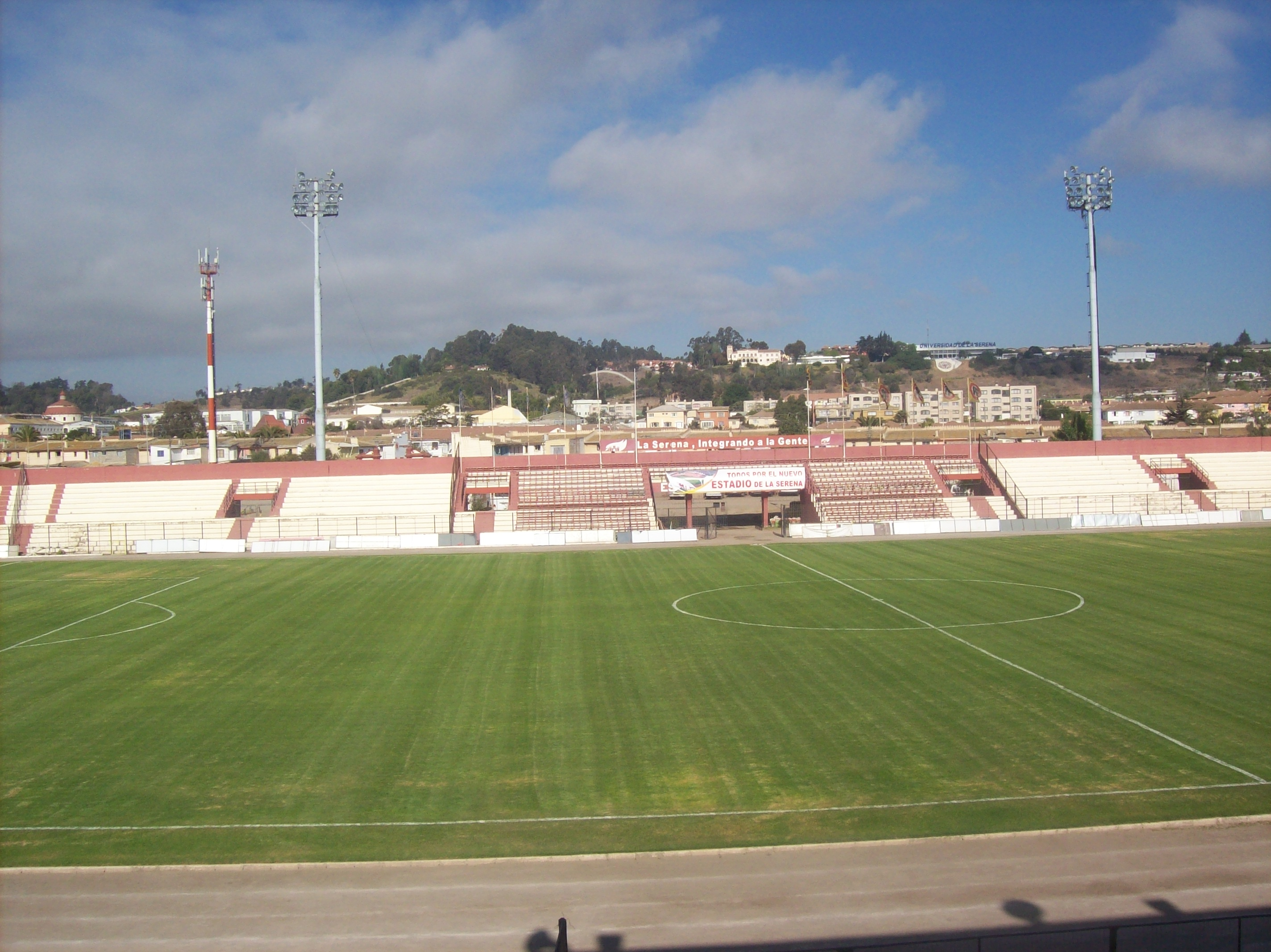
El Estadio La Portada fue el escenario de la Copa Ciudad de La Serena 2009.

La Copa Ciudad de La Serena 2009 fue la sexta edición correspondiente a ese año del torneo amistoso Copa Ciudad de La Serena. Fue disputada en septiembre de 2009 a partido único entre Deportes La Serena y Colo Colo. El triunfo fue para los albos por 3-1.

## Desarrollo
| 8 de septiembre de 2009 | Deportes La Serena | 1:3 (1:2) | Colo Colo                                     | Estadio La Portada, La Serena |                               |
|                         | Bolados 42'        |           | Miralles 13' · Torres 16' · Bogado 71' (pen.) | Árbitro(s): Francisco Caamaño | Árbitro(s): Francisco Caamaño |

| Chile             |
| Campeón Colo-Colo |